# Álvaro Otero
Álvaro Otero (Bueu, 1967), es un periodista y escritor español.

## Carrera
Estudió periodismo en la Universidad Complutense de Madrid. 
Fue jefe de prensa de la Consellería de Economía de la Xunta de Galicia y colaboró en la redacción de discursos de Manuel Fraga.
Reside en Vigo, donde trabaja como periodista en Faro de Vigo y ha colaborado también en El País.
Utiliza para escribir el idioma castellano.
Suele visitar los lugares donde ambienta sus libros fruto de su actividad de periodista para asegurar la veracidad de los detalles.
En sus obras aborda temas complejos como el fanatismo político, la guerra civil española y la memoria histórica, intentando ofrecer una visión equilibrada y desideologizada de los sucesos.

## Obra

### Narrativa
- Waelrad (1995). Ed. Negra. Relatos undanha hora. Escrito en español, fue traducido al gallego para su publicación. Fue publicado en español en 2017, en la editorial Círculo Rojo: Waelrad, o la historia de la ballena que llegó para quedarse, ISBN 9788491407690 .[7][8]

- Días del Agua (2000). Barcelona: Juventud. 213 páginas ISBN 9788226131807.
- De mar y muerte (2006). Castellón de la Plana: Ellago Ediciones. 260 páginas ISBN 9788496720046 .
- El esplendor (2010). Ediciones Irreverentes. 300 páginas. ISBN 978-84-96959-52-1 .[9][10]
- Noches con Claudia (2013). Editorial Círculo Rojo.[11] 684 páginas. ISBN 978-84-9050-177-1 .[12][13]
- La luz que nos guía (2024). Galaxia Gutenberg. 608 páginas. ISBN 9788410107694.[14][15]

### Ensayo
- Mambrúes a la guerra. Estudio fotográfico sobre el fútbol (1996). Con el fotógrafo Lalo R. Villar . Vigo: Xerais. 128 páginas. ISBN 9788483020128 .

## Premios
- 2000: Premio Nostromo, por Días de Agua.[16]
- 2010: Premio Provincia de Guadalajara de Narrativa, por El esplendor.[10]